# Bukovina u Čisté
Bukovina u Čisté là một làng thuộc huyện Semily, vùng Liberecký, Cộng hòa Séc.